# Du riechst so gut
Du riechst so gut  (Duits voor Jij ruikt zo lekker) is een single van de Duitse industrialband Rammstein. Het is het 6de nummer op het album Herzeleid. Het nummer gaat over een jager die op zoek is naar een slachtoffer en bevat sferen van krankzinnigheid en de obsessie van een stalker. De single is de eerste single uitgebracht door Rammstein op 24 augustus 1995. Het nummer werd een tweede keer uitgebracht op 17 april 1998 onder de naam Du riechst so gut '98, met een andere edit en videoclip.

## Videoclip
De originele videoclip van het lied toont de bandleden in bloot bovenlijf, in een volledig witte omgeving. De bandleden zijn afwisselend allemaal of afzonderlijk te zien. Verder zijn er ook beelden van een bloem en een hond te zien. Deze video werd opgenomen in augustus 1995 te Berlijn. Hij werd geregisseerd door Emanuel Fialik.
In de clip van 1998 zijn de bandleden te zien als albino weerwolf-achtige wezens. Ze volgen een jongedame op weg naar een kasteel, waar ze haar infecteren en vervolgens wegvluchten. Deze video ging in première op 25 mei 1998. De videoclip is opgenomen tussen 20 en 25 april 1998, in het kasteel van Babelsberg en het jachtslot in het Berlijnse district Pankow. De video werd geregisseerd door Philipp Stölzl en was geïnspireerd op de film The Company of Wolves uit 1984.

## Live-optreden
De eerste live voorstelling van het lied vond plaats tijdens het allereerste optreden van Rammstein, op 14 april 1994 in Leipzig, Duitsland. Het werd vaak gespeeld tijdens optredens voor hun eerste album, Herzeleid. In hun tournee voor Sehnsucht simuleerde Till Lindemann vaak het afschieten van vuurpijlen over het publiek met een boog. Vervolgens begonnen in verschillende richtingen vonken uit de boog te spatten terwijl Lindemann ermee ronddraaide.
In hun tournee in 2001-2002 ter gelegenheid van het album Mutter werd het lied niet gespeeld. Het lied keerde terug in het Reise, Reise-tournee. Ditmaal droegen Paul Landers en Richard Kruspe jassen waar vlammen uit de mouwen schoten.

## Nummerlijst

### Originele versie uit 1995
| Nr. | Titel                                | Duur |
| --- | ------------------------------------ | ---- |
| 1.  | Du riechst so gut                    | 4:49 |
| 2.  | Wollt ihr das Bett in Flammen sehen? | 5:19 |
| 3.  | Du riechst so gut (Scal remix)       | 4:45 |

### Opnieuw uitgebrachte versie 1998
Het lied in deze heruitgave behoudt zijn originele compositie, maar de intro is korter geworden.
| Nr. | Titel                                                                     | Duur |
| --- | ------------------------------------------------------------------------- | ---- |
| 1.  | Du riechst so gut '98                                                     | 4:24 |
| 2.  | Du riechst so gut (Remix door Faith No More)                              | 1:58 |
| 3.  | Du riechst so gut (Remix door Günter Schulz - KMFDM & Hiwatt Marshall)    | 4:07 |
| 4.  | Du riechst so gut (Remix door Sascha Konietzko - KMFDM)                   | 4:47 |
| 5.  | Du riechst so gut (Remix door Olav Bruhn - Bobo In White Wooden Houses)   | 4:45 |
| 6.  | Du riechst so gut (Remix door Sascha Moser - Bobo In White Wooden Houses) | 3:53 |
| 7.  | Du riechst so gut (Remix door Jacob Hellner/Marc Stagg)                   | 4:34 |
| 8.  | Du riechst so gut ("Migräne"-Remix) door Günter Schulz (KMFDM)            | 5:18 |